# Organische halfgeleider
Organische halfgeleiders zijn organische stoffen met halfgeleidende eigenschappen.

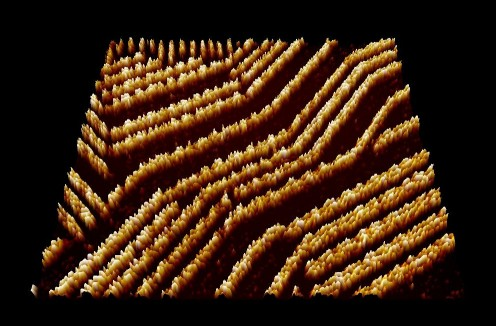
STM-opname van een zichzelf opbouwende supramoleculaire keten van de organische halfgeleider chinacridon op grafiet.

## Werking
Organische stoffen geleiden in het algemeen niet. Als moleculen of polymeren echter een geconjugeerd bindingssysteem hebben dat uit dubbele en drievoudige bindingen en aromatische ringen bestaat, dan kunnen deze ook elektrisch geleidend worden en als organische halfgeleiders worden gebruikt. Dit werd voor het eerst waargenomen bij polyethyn (polyacetyleen). Polyethyn is een lineair polymeer met afwisselend een dubbele en een enkele binding (...C=C–C=C–C...) Als aan deze kunststof een oxidator (elektronenacceptor), zoals chloor, broom of jood, wordt toegevoegd (oxidatieve dotering), ontstaan extra gaten (ontbrekende elektronen). Door toevoegen van een reductor (elektronendonor), zoals natrium (reductieve dotering) krijgt de kunststof extra elektronen. Door deze chemische verandering worden de dubbele bindingen opengebroken en ontstaat er een doorlopende geleidingsband, zodat het oorspronkelijk niet-geleidende polymeer nu geleidend wordt.
Als moleculen of polymeren ook in niet-gedoteerde toestand halfgeleidende eigenschappen hebben, spreekt men, net als bij anorganische halfgeleiders, van intrinsiek geleidingsvermogen, zoals bij pentaceen of poly(3-hexylthiofeen). Als de kunststof in een dunne laag (ca. 5 nm tot 1 μm) wordt vervaardigd, is hij voldoende geordend om een ononderbroken geleidende laag te vormen.
Enkele voorbeelden van organische halfgeleiders zijn antraceen en rubreen.

## Toepassingen
Voor toepassingen zie Halfgeleider (elektronica), kopje Organische halfgeleiders.